# Benedetto Caliari
Benedetto Caliari (ur. w 1538 w Weronie, zm. w 1598 w Wenecji) – włoski malarz okresu późnego renesansu, brat Paola Veronesego.
Był synem architekta i kamieniarza Gabriele Caliariego. W 1556 został głównym asystentem i pomocnikiem swojego starszego brata Paola, wykonując iluzjonistyczną architekturę i pejzaże tła we freskach malowanych przez artystę w Wenecji i okolicach. Po śmierci brata w 1588, wraz z jego synami - Carlottem (1570-1596) i Gabrielem (1568-1631) prowadził pracownię Veronesego, kończąc wiele pozostawionych przez niego dzieł.
Malował freski, obrazy o tematyce religijnej i rodzajowej oraz portrety. 

## Wybrane dzieła
- Ogród przy weneckiej willi -  1580-90, 85 x 60 cm, Accademia Carrara
- Ostatnia Wieczerza -  Santi Giovanni e Paolo, Wenecja
- Święta Rodzina -  1580-82, 120 X 159 cm, Ermitaż, Sankt Petersburg
- Wenus i Amor -  97 × 71 cm, Rijksmuseum, Amsterdam
- Zdjęcie z krzyża -  ok. 1577, Museum of Art, Honolulu